# Where You Are (chanson de Jessica Simpson)
Pour les articles homonymes, voir Where You Are.
Singles de Jessica Simpson
I Wanna Love You Forever
(1999) I Think I'm in Love with You
(2000)
Where You Are est le second single de la chanteuse américaine Jessica Simpson, extrait du premier album de Sweet Kisses, sorti le 2 janvier 2000. Where You Are est écrit, composé et produit par Louis Biancaniello et Sam Watters.
Ce titre est la bande originale du film Un été sur Terre.

## Développement
Après avoir été recalée de l'émission Disney dès l'âge de 12 ans, Jessica enregistre alors en 1994, l'album Jessica, mais elle est licenciée lorsque le label fait faillite. L'album Jessica n'est jamais officiellement sorti sauf lorsque sa grand-mère fait pression sur un petit financement,. Le directeur du label Columbia Records, Tommy Mottola, entend l'album Jessica alors qu'elle avait 16 ans. Tommy, impressionné par le talent de Jessica, lui fait donc signer un contrat avec le label. Elle arrête alors ses études mais elle obtient plus tard son diplôme,.
Jessica commence alors à travailler avec des producteurs tels que Louis Biancaniello, Robbie Nevel, Evan Rogers et Cory Rooney. Louis Biancaniello a travaillé avec Jessica sur trois chansons de son album : I Wanna Love You Forever, Where You Are, et Heart of Innocence.

## Informations
Where You Are, ballade langoureuse, est écrite et composée par Louis Biancaniello et Sam Watters, accompagnée de l'écriture de Adamantia Stamatopoulou et de Nick Lachey. La chanson peut ressembler au titre I Wanna Love You Forever de par structure technique et du fait qu'elle soit co-écrite et coproduite Louis Biancaniello et Sam Watters, mais s'en détache de par ses paroles sentimentalistes, qui feront de ce single, le titre phare du film Un été sur Terre.

## Clip vidéo
Le vidéoclip qui illustre la chanson est réalisé par Kevin Bray. Il y montre Jessica et Nick en train de chanter devant un carrousel alternant avec des scènes du film Un été sur Terre. Jessica Simpson & Nick Lachey Where You Are vidéo officielle Youtube.com

## Performance commerciale
Where You Are, en duo avec Nick Lachey, s'érige à la 62e place du Billboard Hot 100 et atteint la 22e position du Billboard Us Pop Songs.

## Liste de pistes
Maxi-CD américain
1. Where You Are (Album Version) 4:32
2. Where You Are (Lenny B's Club Mix) 10:55
3. Where You Are (Lenny B's Dub Mix) 7:14
4. Where You Are (Lenny B's Bonus Beats) 2:30
5. I Wanna Love You Forever (Soul Solution Extended Club Vocal Version) 9:28

Single unique promotionnel américain 
1. Where You Are (Edit) 3:54
2. Where You Are (Album Version) 4:32

## Classements
| Classement (2000)               | Meilleure position |
| ------------------------------- | ------------------ |
| Canada                          | 22                 |
| US Billboard Hot 100            | 62                 |
| US Billboard Mainstream Top 40  | 22                 |
| US Billboard Adult Contemporary | 23                 |